# Edraianthus hercegovinus
Edraianthus hercegovinus là loài thực vật có hoa trong họ Hoa chuông. Loài này được K.Malý mô tả khoa học đầu tiên năm 1906.